# Contrada dei Morigi
La Contrada dei Morigi è stata una contrada di Milano appartenente al sestiere di Porta Vercellina.

## Confini

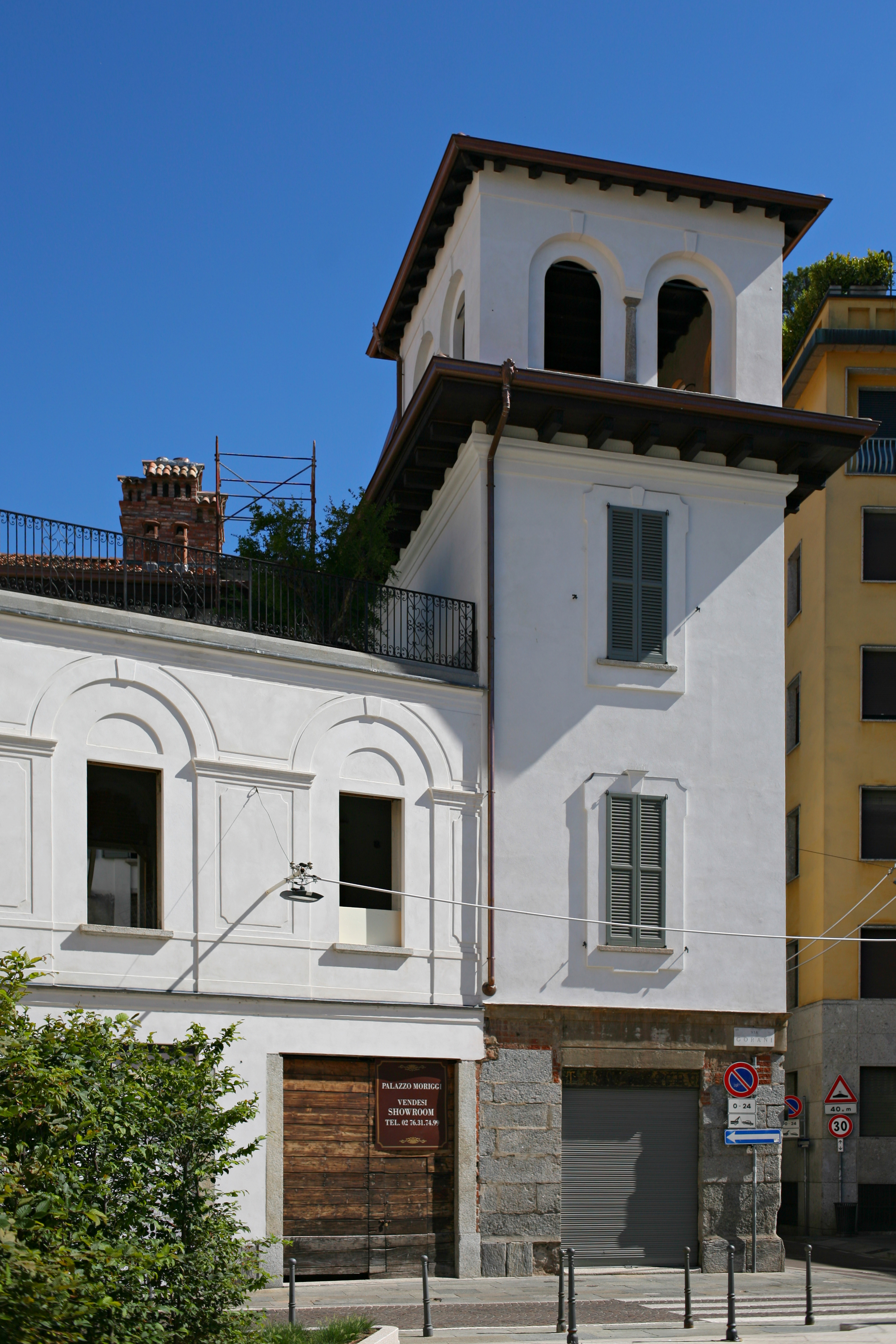
La Torre dei Moriggia

I confini della contrada correvano dall'angolo tra via Orsole e via San Vittore al Teatro, dove confinava con la contrada delle Piscine, per continuare lungo via San Vittore al Teatro fino al suo incrocio con via della Posta, dove proseguiva fino a piazza Mentana. Qui confinava con la Nobile Contrada della Rosa. Il confine proseguiva fino all'incrocio tra via Cappuccio e via Circo, dove confinava con il sestiere di Porta Ticinese, per poi proseguire lungo via Cappuccio, via Vigna, via Brisa, via Santa Maria alla Porta e via Orsole.     

## Luoghi di culto
Tra gli edifici degni nota, sono da segnalare la chiesa di Santa Maria Podone, la chiesa di Santa Maria Fulcorina, la chiesa di San Matteo alla Bacchetta e la chiesa di San Pietro alla Vigna.

## Storia

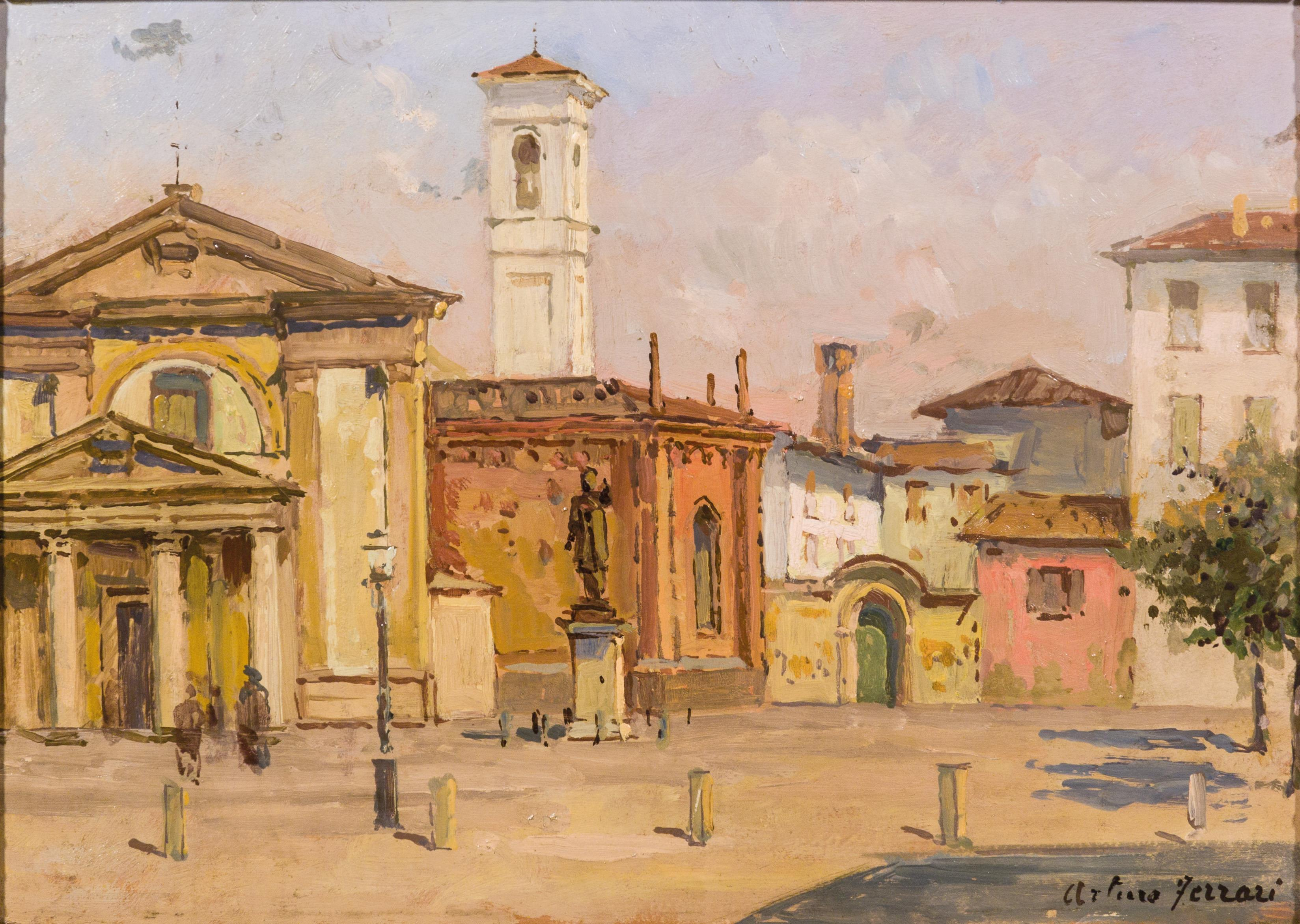
La chiesa di Santa Maria Podone in un dipinto di Arturo Ferrari (1919)

Era originariamente chiamata contrada della Torre dei Moriggi per la presenza di un'importante torre di proprietà di una nota famiglia nobiliare milanese, i Moriggia. Esisteva anche una via della Torre dei Morigi, poi diventata via Morigi, che esiste ancora oggi. Questa torre, che è giunta sino a noi con il nome di Torre dei Moriggia, è inglobata nell'omonimo palazzo, sito in via Morigi angolo via Gorani (da non confondere con il Palazzo Moriggia di via via Borgonuovo 23).
L'antica via della Torre dei Morigi era contraddistinta da due sezioni, la prima, quella verso piazza Mentana, all'epoca semplice slargo, era chiamata anche via San Lorenzo in Città, mentre l'altro tratto, quello verso via Santa Marta (all'epoca via Santa Marta delle Monache), era denominato anche via dei Belgioiosi. I due tratti, insieme a via Vigna e via Gorani, convergevano in un largo, chiamato largo della Torre dei Moriggi. 
Nella contrada era situato palazzo Borromeo, che è giunto sino a noi. Per quanto riguarda l'origine del nome della famiglia Morigi, l'ipotesi più accreditata è che derivi dal termine dialettale milanese morigiö, ovvero "topolino", soggetto che è anche rappresentato sullo stemma della contrada.